# Sebastian Eckner
Sebastian Eckner (Pennrich, 3 giugno 1991) è un pilota motociclistico tedesco.

## Carriera
Nel 2005 ha partecipato al campionato nazionale tedesco di velocità nella ADAC Junior Cup, raggiungendo il secondo posto finale, per passare l'anno successivo alle gare della classe 125.
Nel 2006 ha partecipato al campionato Europeo Velocità in classe 125, giungendo al 20º posto al termine della stagione.
Per quanto riguarda il motomondiale ha partecipato solamente al Gran Premio motociclistico di Germania 2007, utilizzando una wild card nella classe 125, alla guida di una Honda, giungendo 29º sul traguardo.

## Risultati nel motomondiale
| 2007 | Classe | Moto  |  |  |  |  |  |  |  |  |  |    |    |  |  |  |  |  |  |  | Punti | Pos. |
| ---- | ------ | ----- |  |  |  |  |  |  |  |  |  | -- | -- |  |  |  |  |  |  |  | ----- | ---- |
| 2007 | 125    | Honda |  |  |  |  |  |  |  |  |  | 29 | NE |  |  |  |  |  |  |  | 0     |      |

| Legenda | 1º posto        | 2º posto            | 3º posto            | A punti      | Senza punti        | Grassetto – Pole position Corsivo – Giro più veloce |
| Legenda | Gara non valida | Non qual./Non part. | Ritirato/Non class. | Squalificato | '-' Dato non disp. | Grassetto – Pole position Corsivo – Giro più veloce |